# SoftBank 820T
SoftBank 820T（ソフトバンク820T）は、東芝が開発しソフトバンクモバイルが販売するW-CDMA通信方式の携帯電話端末。2008年2月9日に発売された。

## 主な機能・サービス
- TVコール
- デコレメール＆マイ絵文字
- フィーリングメール
- デルモジ表示
- S!アプリ
- S!GPSナビ
- 着うたフル／着うた
- 位置ナビ
- Yahoo!きっず

## 特徴
- 同社子ども向け携帯電話『コドモバイル』の第2弾である。